# Kościół św. Józefa Oblubieńca i św. Antoniego z Padwy w Boćkach
Kościół świętego Józefa Oblubieńca i świętego Antoniego z Padwy w Boćkach – rzymskokatolicki kościół parafialny znajdujący się w dawnym mieście, obecnie wsi Boćki, w województwie podlaskim. Należy do dekanatu Bielsk Podlaski diecezji drohiczyńskiej.

## Historia

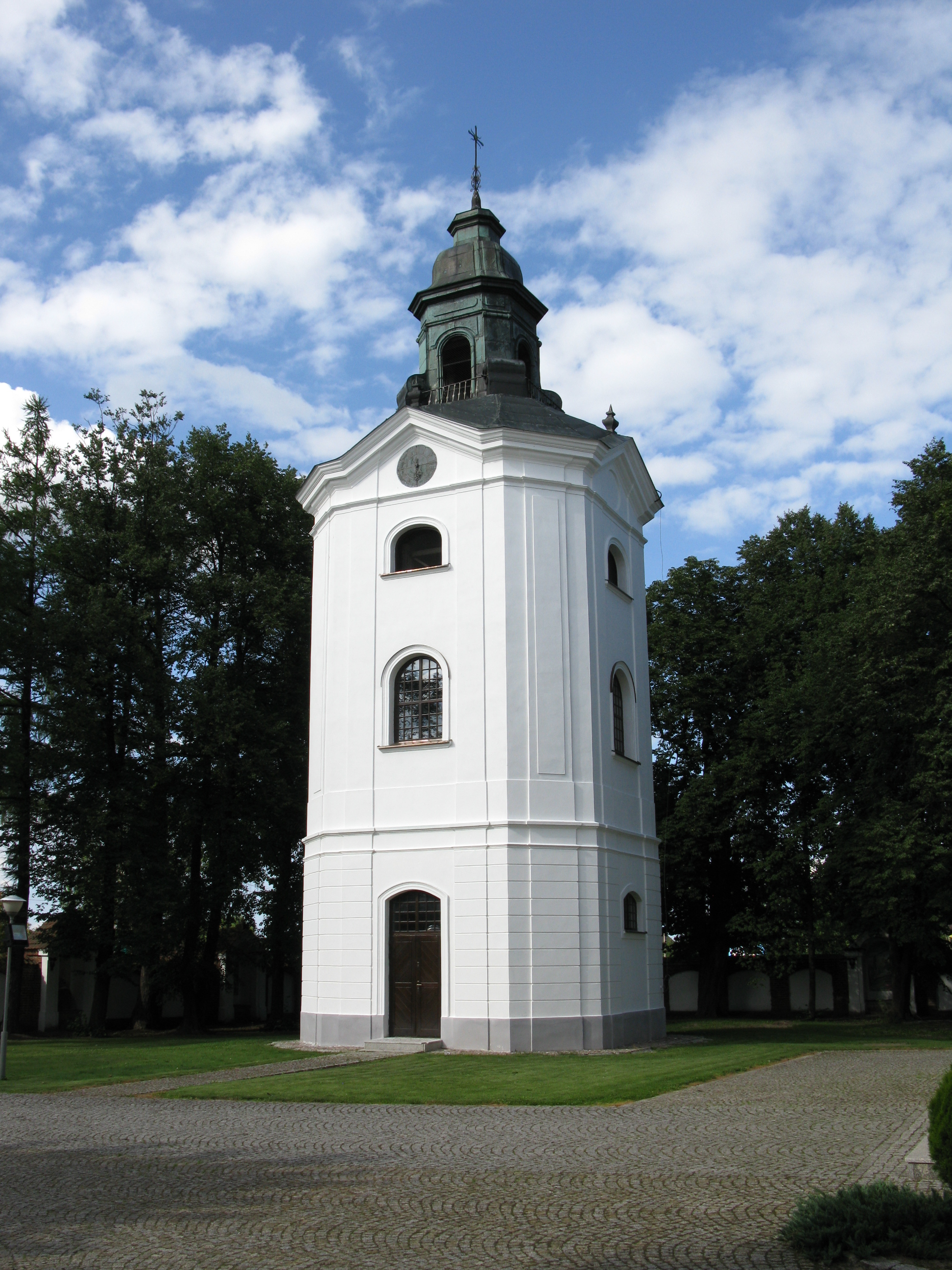
Dzwonnica

Jest to murowany kościół poklasztorny należący dawniej do ojców reformatów. Został ufundowany przez Józefa Franciszka Sapiehę, podskarbiego nadwornego litewskiego i jego żonę Krystynę z Branickich herbu Gryf, razem z córką Teresą. Okazją do podjęcia tej decyzji stała się cenna relikwia Ciernia z Korony Chrystusowej, która miała być przechowywana w tym kościele. Wraz z kościołem został wybudowany klasztor Zakonu Braci Mniejszych świętego Franciszka – reformatów, na fundację którego zgodę wyraziła kapituła Prowincji Wielkopolskiej pod wezwaniem świętego Antoniego Padewskiego, której posiedzenie odbyło się w Łąkach Bratiańskich w dniu 26 sierpnia 1725 roku. 
W dniu 5 czerwca 1726 roku rozpoczęły się prace budowlane przy świątyni oraz klasztorze z dwiema kondygnacjami i trzema skrzydłami otaczającymi kościół, zaprojektowanym przez brata zakonnego Mateusza Osieckiego. W dniu 19 lipca 1730 roku został poświęcony kamień węgielny. Budowa świątyni zakończyła się w dniu 28 września 1739 roku. Budowlę konsekrował w XV niedzielę po Zielonych Świątkach, czyli w dniu 7 września 1744 roku ksiądz Stanisław Rajmund Jezierski, biskup bakowski z Mołdawii. Na fasadzie znajdują się rzeźby św. Antoniego Padewskiego i św. Franciszka z Asyżu autorstwa Jana Jerzego Plerscha. 
W 1744 roku zmarł fundator kościoła Józef Franciszek Sapieha, którego pochowano w kaplicy przy kościele.
Z fundacji wdowy, w latach 1744-1746 zbudowano dzwonnicę, którą zaprojektował Johann Heinrich Klemm. Wg jego projektu zbudowano także ogrodzenie z 15 kapliczkami.
Po powstaniu listopadowym we wrześniu 1832 roku władze carskie przeniosły reformatów do Różanegostoku, skonfiskowały beneficjum i zlikwidowały tym samym klasztor. W 1902 roku budynek klasztoru został przejęty przez prawosławnych, którzy po czterech latach w 1906 roku zwrócili katolikom pomieszczenia klasztorne na pierwszej i drugiej kondygnacji. W 1912 roku prawosławni rozebrali trzy skrzydła klasztoru, a cegłę przekazali na wybudowanie cerkwi w Andryjankach. W dniu 30 lipca 1944 roku, żołnierze zniszczyli dach i wiele sprzętów liturgicznych. Po zakończeniu II wojny światowej budowla była restaurowana dzięki staraniom księdza kanonika Jana Warpechowskiego, ówczesnego proboszcza w Boćkach. W latach 1982–1984 wykonano remont więźby dachowej i wymieniono pokrycie dachowe.
Mając na uwadze kilkusetletni kult świętego Antoniego Padewskiego biskup drohiczyński Antoni Dydycz w dniu 17 stycznia 2000 roku podniósł kościół do godności Sanktuarium świętego Antoniego Padewskiego.

## Wnętrze
- w kopule znajduje się polichromia, którą wykonał Georg Wilhelm Neunhertz, przedstawiająca apoteozę świętych franciszkańskich;
- dziewięć dębowych barokowych ołtarzy z 2. ćw. XVIII wieku;
- ambona;
- Sebastian Fesinger, rzeźbiarz i budowniczy oraz architekt lwowski, wykonał alabastrowe płaskorzeźby, m.in. retabula do kościoła w 1747, które obecnie znajdują się w kurii biskupiej w Drohiczynie[5][6].

## Krypta rodowa Sapiehów
W kościele pochowano m.in. następujących członków rodu Sapiehów herbu Lis.
- Józef Franciszek Sapieha (1679-1744)[3]
- Eustachy Seweryn Sapieha (1916-2004)[7]
- Elżbieta Rufener-Sapieha (1921-2008)